# Étival-lès-le-Mans
Étival-lès-le-Mans é uma comuna francesa na região administrativa do País do Loire, no departamento de Sarthe. Estende-se por uma área de 10.34 km². Em 2010 a comuna tinha 1 979 habitantes (densidade: 191,4 hab./km²).